# Wofür das Leben sich lohnt
Wofür das Leben sich lohnt ist ein US-amerikanisches Filmdrama aus dem Jahr 1952. Es behandelt das Thema Alkoholkrankheit.

## Handlung
Jenny Carey ist eine erfolgreiche Schauspielerin, die ihre Karriere durch ihre Alkoholsucht zu Grunde richtet. Sie trifft ausgerechnet auf den Werbekaufmann Alan Miller, der selbst Alkoholiker war. Alan ist mit Edna verheiratet und Vater von zwei Kindern. Er verliebt sich in die Schauspielerin und versucht ihr zu helfen. Sie soll zu Treffen der anonymen Alkoholiker gehen. Alans intensives Bemühen führt schließlich zur Krise in seiner Ehe. Seine Frau glaubt ihm nicht, dass es sich dabei nur um sein Mitgefühl für eine kranke Frau handelt. Alan wird dabei selbst wieder rückfällig und muss sich schließlich entscheiden, ob er sich von Jenny in den Abgrund ziehen lässt oder bei Edna im Schoß der Familie bleibt. Alan entscheidet sich für Edna und die Kinder, obwohl er Jenny liebt.

## Hintergrund
Ray Milland spielte nach seinem Erfolgsfilm Das verlorene Wochenende aus dem Jahr 1945 zum zweiten Mal die Hauptrolle in einem Alkoholproblemfilm. Wofür das Leben sich lohnt ist der erste Film, der die Organisation der anonymen Alkoholiker in einem Film als Thema behandelt.

## Kritiken
„Melodram mit hervorragenden Hauptdarstellern.“

„(…) recht schwacher Film, der durch gute Schauspielerleistungen gewinnt." (Wertung: 2 von 4 möglichen Sternen – durchschnittlich)“